# NS-Zwangsarbeit in Rees

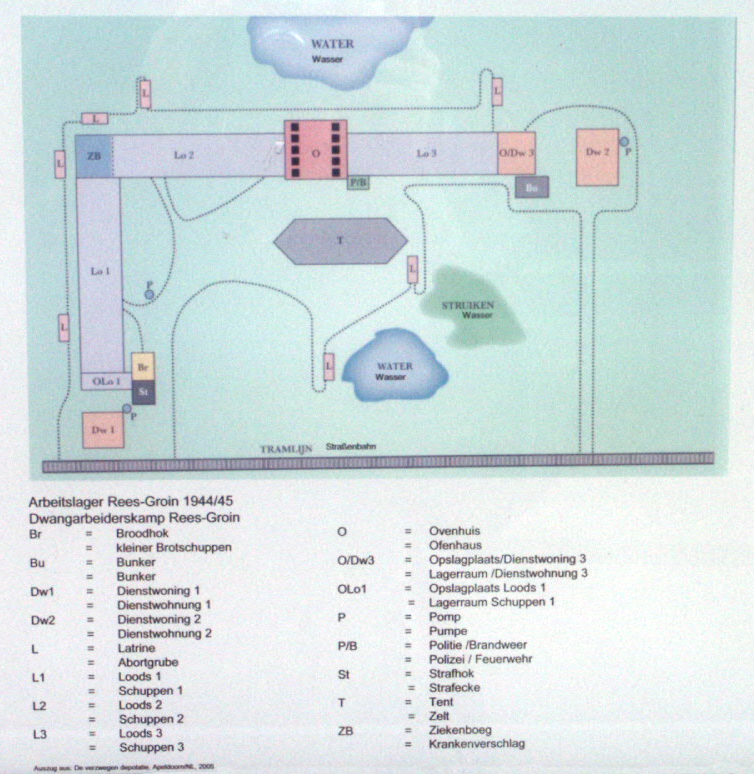
Zeichnung des Grundrisses vom NS-Arbeitslager in Rees-Groin

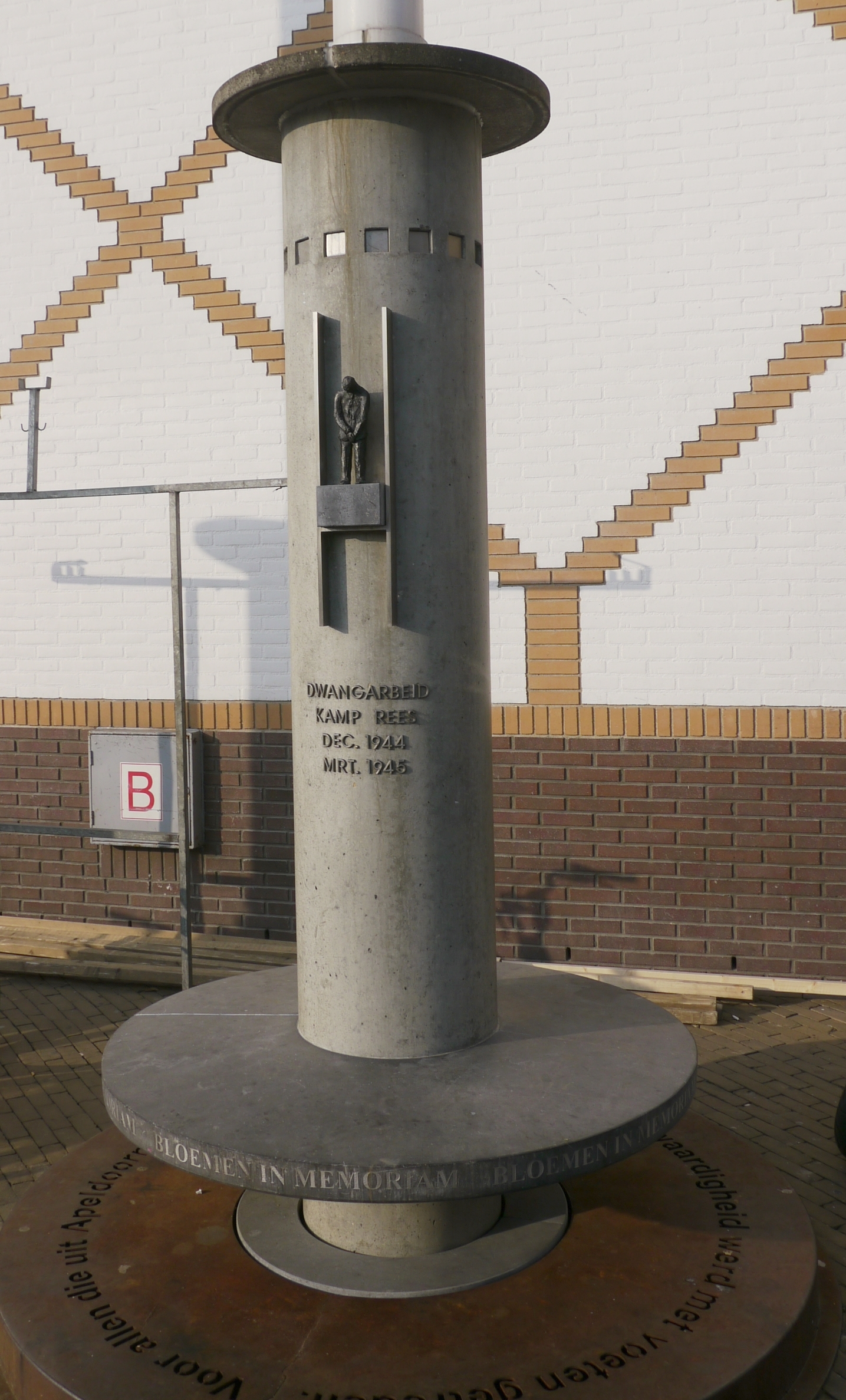
Gedenksäule für die nach Rees-Groin verschleppten Zwangsarbeiter, Marktplatz Apeldoorn

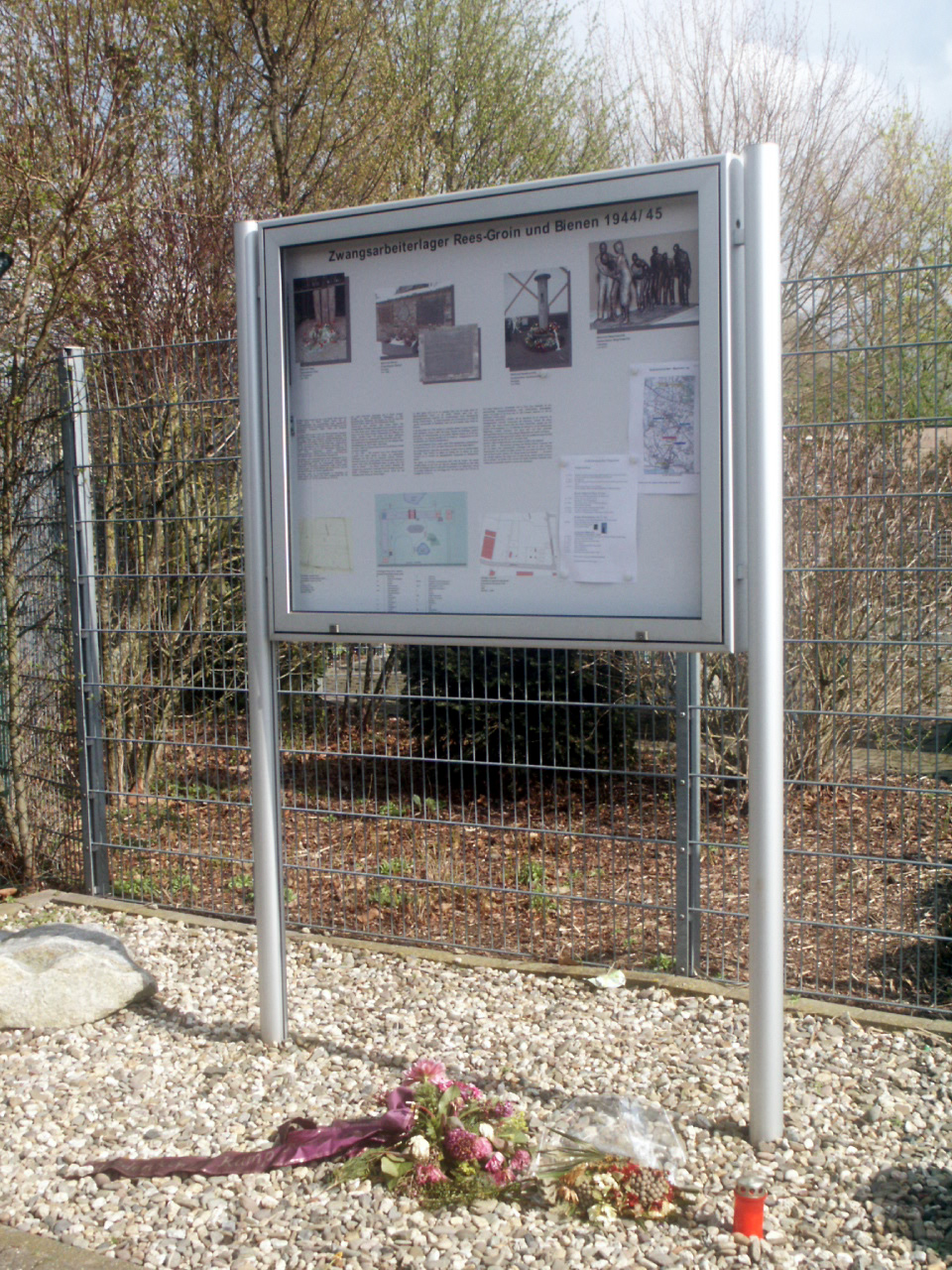
Informationskasten vor dem Grundstück des ehemaligen Zwangsarbeitslagers Groin 1944–45, aufgestellt am 28. Februar 2010 auf dem Melatenweg in Rees

Im Kriegswinter 1944/45 des Zweiten Weltkriegs wurde in Rees am unteren Niederrhein ein Männer-Arbeitslager, das Lager Rees (auch: Arbeitslager Groin, niederl. Kamp Rees), errichtet, um Verteidigungsstellungen bauen zu können.

## Historischer Hintergrund
Im Kriegssommer 1944 wird die deutsche Armee sowohl in Ost- als auch in Westeuropa mehr und mehr aus den besetzten Gebieten zurückgedrängt. Die Landung der alliierten Truppen in der Normandie (6. Juni 1944) und die Operation Dragoon (14. August 1944) in Südfrankreich führen die Befreiung (La Libération) zügig voran und markieren auch psychologisch gesehen einen Wendepunkt. Die mit großem Personen- und Materialeinsatz geführte Luft-Boden-Operation Market Garden vom 17. bis zum 27. September 1944 in den niederländischen Provinzen Noord-Brabant und Gelderland (sowie in äußerst geringem Umfang am Niederrhein) treibt die deutschen Truppen immer weiter zurück. Mit den geringer werdenden Ressourcen versuchen die Deutschen, die übermächtigen angreifenden Truppen aufzuhalten. Für den Bau von Verteidigungsstellungen und Schützengräben, die den Vormarsch aufhalten sollen, werden ab Herbst 1944 in verschiedenen Städten der besetzten Niederlande die Zivilbevölkerung zwangsrekrutiert.

## Lager Rees / „Ausländerlager Groin, Bauabschnitt Röhrig, Einheit Heinze“
Das "Lager Rees" lag östlich des Rheins in der an die Stadt Rees grenzenden damaligen Gemeinde Groin. Das Lager war kein Straflager, sondern ein Arbeitslager. Die Gefangenen mussten dort Schanzarbeiten (Bau von Verteidigungsstellungen) verrichten. Der Standort des Lagers war eine aus dem Jahr 1850 stammende Ziegelei der Familie Boers am Melatenweg in Groin. Das Gebiet wurde als Arbeitslager von November 1944 bis zum 23. März 1945 gebraucht. Das Lagerterrain am Melatenweg wurde durch ein Feuchtgebiet, durch Hecken und durch die Kleinbahnlinie Rees-Empel begrenzt.
Am 18. Dezember 1944 erhielt das Lager offiziell den Status „Lager“ mit der Namensbezeichnung „Ausländerlager Groin, Bauabschnitt Röhrig, Einheit Heinze“. Die Bezeichnung wurde von den Namen der beiden Lagerleiter abgeleitet. Eine Anzahl Gefangener wurde außerhalb des Groiner Lagers in verschiedenen Hallen in den Dörfern Bienen und Millingen untergebracht, die nördlich der Stadt Rees liegen.

## Razzien
Gegen Ende des Zweiten Weltkrieges beschloss das NS-Regime zahlreiche Maßnahmen, um den Vormarsch der alliierten Truppen zu stoppen. Dazu zählte auch der Bau von Verteidigungsstellungen, wie Panzer- und Schützengräben, im niederrheinischen Grenzgebiet. Bereits von 1940 an hatte die deutsche Besatzungsmacht niederländische Zivilisten als Zwangsarbeiter für verschiedene Tätigkeiten herangezogen. Für die Schanzarbeiten in der Umgebung der Stadt Rees sollten Niederländer herangezogen werden. Hierzu hat man mit Unterstützung der Nationaal-Socialistische Beweging (NSB) in mehreren Städten des Landes gewaltsame Razzien durchgeführt.

### Das Beispiel Apeldoorn
Am 2. Oktober 1944 hat man bei einer Razzia im niederländischen Apeldoorn Männer im Alter zwischen 16 und 55 Jahren auf dem Marktplatz versammelt, um Verteidigungsanlagen in Doesburg und Zevenaar zu bauen. Hierzu wurde die Stadt von Wehrmachtstruppen und Mitgliedern der Polizei umzingelt und die Menschen Haus für Haus aus ihren Wohnungen getrieben. Zur Abschreckung wurden die Leichen von acht hingerichteten Widerstandskämpfern auf den Straßen ausgestellt. Bei dieser Aktion wurden etwa 4.000 Zwangsarbeiter abgeführt. Die meisten Männer kamen nach wenigen Wochen wieder frei, jedoch war das städtische Leben in dieser Zeit stark beeinträchtigt.
Am 2. Dezember 1944 wurde erneut eine große Razzia durchgeführt. Am Vortag hatte man Flugblätter verteilt, mit dem Befehl, sich für den Abtransport zum Arbeitseinsatz am nächsten Tag bereitzuhalten. In den Morgenstunden wurden die Männer durch Wehrmachtssoldaten aus den Wohnungen geholt. Die meisten Männer waren auf die Belastungen, die sie in Rees erwarteten, nicht vorbereitet. Ein Zeitzeuge berichtet folgendes: "Du hast doch nicht erwartet, dass das passieren würde … Was ist Krieg? Krieg ist Kämpfen zwischen zwei Gruppen von Soldaten … Aber die Bürger halten sich da heraus." Unter schärfster Bewachung wurden die Männer zum Bahnhof geführt und von dort mit Zügen nach Deutschland gebracht. Auf dem Weg wurde der erste Zug in Werth bei Bocholt von englischen Jagdbombern beschossen, weil der Zug mit einem Militärtransport verwechselt wurde. Mindestens 20 Niederländern kostete dies das Leben. Unter Gefahr für das eigene Leben halfen einige Einwohner von Werth den Verletzten. Die Züge fuhren nach Elten und Zevenaar, wo die Zwangsarbeiter je nach Alter getrennt wurden. Die Älteren blieben vor Ort, während die Jüngeren am nächsten Tag zu Fuß in das Lager Rees gebracht wurden. Ähnliche Razzien hat man ab Herbst 1944 in mehreren niederländischen Städten durchgeführt.

## Anzahl und Herkunft der Gefangenen
Während der Zeit, in der das Lager bestand, saßen ca. 5.000 Männer verschiedener Nationalitäten in Rees in Gefangenschaft. Der größte Teil (über 50 Prozent) bestand aus Niederländern, die unter anderem aus den Städten Haarlem, Scheveningen, Den Haag, Leiden, Delft, Rotterdam, Twello, Groningen, Arnhem und Apeldoorn kamen. Dann gab es dort auch Russen, Rumänen, Polen, Franzosen und Italiener.

## Lagerleitung
Die Leitung und Verwaltung für das Lager in Rees hatte der Lagerkommandant Arnold F. Heinze inne. Unter seiner Leitung waren drakonische Bestrafungen aus willkürlichen Gründen an der Tagesordnung. Dem Bauabschnittsleiter Petrus D. Röhrig unterlag die Organisation der Zwangsarbeit. In den Quellen wird er als Verkörperung der Brutalität und Unmenschlichkeit beschrieben. Das etwa 30-köpfige Bewachungspersonal war größtenteils ortsfremd und rekrutierte sich vor allem aus Männern der NSDAP, insbesondere der SA. Sie werden bis auf wenige Ausnahme als gewalttätige Unmenschen beschrieben.
Der für das Lager zuständige Hauptabschnittsarzt Dr. Hans E. Brunner zählt zu den Ärzten, die in der Zeit der NS-Diktatur als Erfüllungsgehilfen des Regimes gegen den hippokratischen Eid handelten. Er war für den Tod zahlreicher Zwangsarbeiter verantwortlich, da er sie stets als arbeitsfähig beurteilte, ganz gleich wie geschwächt oder krank sie auch waren.
Brunner, Heinze und Röhrig wurden nach dem Krieg zu langen Haftstrafen verurteilt.

### Strafen
Prügelstrafen wurden meist durch das Bewachungspersonal ausgeführt, manchmal jedoch auch durch Heinze und Röhrig selbst. Bestrafungen fanden z. T. vor den Augen der anderen Häftlinge statt. Sie wurden aber auch in einem speziell dafür eingerichteten Raum vollstreckt. Die Gefangenen wurden dort auf eine umgekehrte Kipplore gelegt und mit Knüppeln oder abgebrochenen Schaufelstielen zusammengeschlagen. Wie die Zeitzeugen berichten, entwickelte sich das Verprügeln von Lagerinsassen zu einem sadistischen Sport für die Wachleute und die Lagerleitung. Durch die Prügel und an deren Folgen verstarben immer wieder Gefangene.

### „Die Hölle von Rees“
In den Erinnerungen der niederländischen Zwangsarbeiter wird deutlich, dass im Lager Sadisten der schlimmsten Art Angst und Schrecken verbreiteten. Die Personen, die das Lager leiteten, sind dafür verantwortlich, dass es für die Zwangsarbeiter zur „Hölle von Rees“ (niederl. ’De hel van Rees’) wurde. Die Zahl der in den 4–5 Monaten, in denen das Lager bestand, getöteten Gefangenen wird auf 250 bis 500 Personen geschätzt.

## Lebensumstände
Die Lebensumstände im Lager waren schlecht. Es war ein morastiges Gebiet mit einer einzigen schlecht arbeitenden Wasserpumpe und ein paar improvisierten Latrinen. Übernachtet wurde in Zelten oder unter den zu allen Seiten offenen Trockendächern der Ziegelei. Die Kleidung wurde nicht durch die Lagerleitung ausgegeben; es handelte sich um die privaten Sachen, welche die Gefangenen während Razzien in den niederländischen Städten getragen hatten. Die tägliche Essensration bestand aus etwas Brot und verdünnter Kartoffel- oder Kohlsuppe. Durch die widrigen Umstände erkrankten viele Insassen.
Wie in anderen Lagern gab es jeden Tag eine feste Struktur:
- 06:15 Uhr Wecken
- 07:15 Uhr Antreten zum Appell
- 07:30 Uhr Appell
- 07:45 Uhr Abmarsch zur Arbeit
- 08:00 Uhr Arbeitsbeginn
- Von 12:00 bis 13:00 Uhr Pause
- 13:00 Uhr Arbeit
- 16:00 Uhr Abmarsch zum Lager
- 18:30 Uhr Abholen von Brot oder Suppe

## Hilfe von außen
Obwohl die Bewachung streng und Sanktionen wegen „Hilfe am Feind“ hart waren, wagten verschiedene Bewohner der Umgebung es dennoch, Hilfe etwa in Form von Nahrung oder Kleidung zu leisten. Es war auch bedingt möglich, Nachrichten nach Hause zu schicken und von dort zu bekommen.

## Flucht
Bereits kurz nach der Gefangennahme auf dem Weg mit dem Zug nach Deutschland gelang manchen Gefangenen die gefährliche Flucht, in dem sie aus dem an verschiedenen Stellen langsam fahrenden Zug sprangen. Von Dezember 1944 an glückte es den ersten Gefangenen, über Millingen und Megchelen in Richtung Gaanderen zu flüchten. Sie wurden in den Niederlanden aufgenommen und ein Untergrundnetzwerk wurde gegründet. In den letzten Tagen des Krieges gelang es wegen der geringeren Bewachung leichter, aus dem Lager zu fliehen. Die genaue Anzahl der Flüchtlinge ist nicht bekannt.

## Das Notkrankenhaus Megchelen
In der gesamten Grenzregion Achterhoek ist viel für die Menschen im Lager Rees getan worden, oftmals riskierten die Helferinnen und Helfer dabei ihr eigenes Leben. Menschen aus ’s-Heerenberg, Dinxperlo, Silvolde, Ulft, Gendringen, Megchelen, Netterden usw. halfen den aus Deutschland geflüchteten Männern mit Kleidung oder Verpflegung oder medizinischer Hilfe. In Megchelen, dem ersten Ort hinter der Grenze, wurde ein Notkrankenhaus (Noodziekenhuis) für Flüchtlinge aus Rees eingerichtet.
Ein weiteres, offizielles Notkrankenhaus existierte vom 2. Februar 1945 bis zur Befreiung durch die kanadischen Soldaten am 1. April 1945 und darüber hinaus noch bis zum 18. Juni 1945 im Kloster der Weißen Väter (niederl.: Witte Paters) in ’s-Heerenberg. Offiziell war dieses Krankenhaus, weil dort Kranke mit Einverständnis der Deutschen eingeliefert wurden. Von ’s-Heerenberg aus wurde manche Patienten in das (ebenfalls offizielle) Evakuierungskrankenhaus in Harreveld (Lichtenvoorde) weitergeleitet, da dort die medizinischen Behandlungsmöglichkeiten besser waren.

## Befreiung

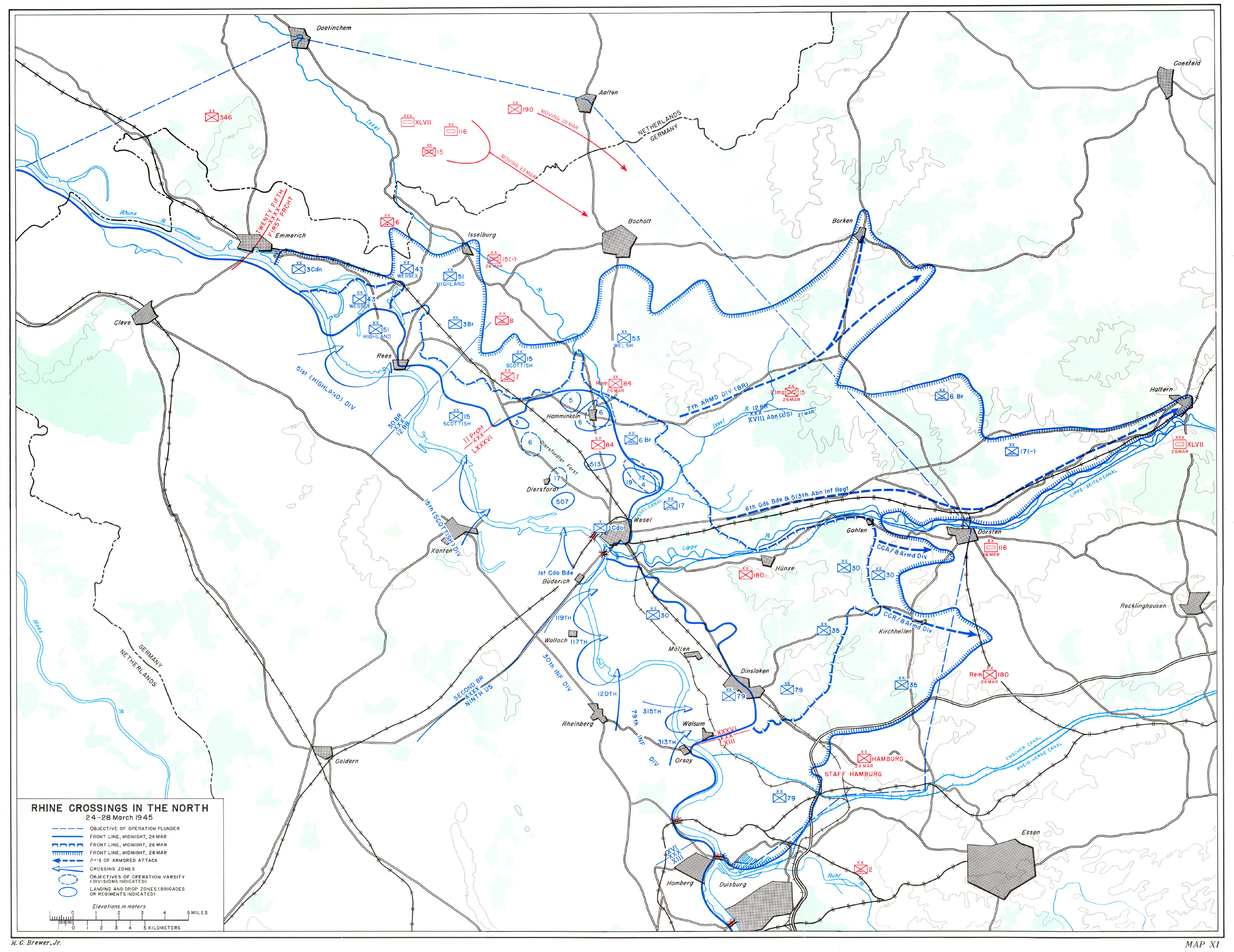
Rheinüberquerung am Niederrhein, 24. – 28. März 1945

Am 16. Februar 1945 hatten Bomberverbände der Royal Air Force zur Vorbereitung der Operation Plunder die Stadt Rees angegriffen und fast vollständig zerstört. Während der Kämpfe in und um Kleve und dem Reichswald sammelten sich alliierte Truppen im linksrheinischen Gebiet und bereiteten die Rheinüberquerung vor. Am 23. März 1945 schließlich wurde der Rhein in Rees, bei Xanten und Wesel von den Alliierten überschritten. In der Reeser Innenstadt sowie in Bienen gab es noch heftige Häuserkämpfe. Am 25. März 1945 um 12:00 Uhr wurde das Lager Rees befreit und die noch anwesenden deutschen Soldaten wurden gefangen genommen.
Es wurde für die Gefangenen ein Zeltlager errichtet. Die überlebenden Niederländer wurden zunächst in das früher eingenommene Kevelaer transportiert und von dort in ihre Herkunftsorte gebracht.

## Erinnerung an die NS-Zeit und das Zwangsarbeiterlager
- Am Busbahnhof Rees befindet sich ein Mahnmal für die aus Rees kommenden jüdischen Mitbürgerinnen und Mitbürger, die Opfer der nationalsozialistischen Herrschaft geworden sind.[24] Ebenfalls dort wird der ca. 5.000 Zwangsarbeiter gedacht, vor allem Männer aus den Niederlanden, die von Ende 1944 bis März 1945 in der Reeser Umgebung Verteidigungsstellungen bauen mussten.
- Am Ort der früheren Ziegelei Boers am Melatenweg in Rees-Groin erinnert ein Mahnmal an das dortige Zwangsarbeiterlager.
- Im niederländischen Dorf Megchelen erinnert ein Mahnmal an die niederländischen Zwangsarbeiter aus dem "Kamp Rees"
- Erinnerungsgang Rees – Megchelen: Jährlich im Frühjahr erinnern Niederländer und Deutsche durch einen "Herdenkingstocht" (Gedenkgang) an die Opfer des NS-Zwangsarbeiterlagers in Rees-Groin.[25]